# SZD-23 Bocian 2
SZD-23 Bocian 2 – projekt polskiego dwumiejscowego szybowca opracowany w Szybowcowym Zakładzie Doświadczalnym w Bielsku-Białej.

## Historia
w 1958 roku inż. Władysław Okarmus opracował wstępne założenia rozwoju szybowca SZD-9 Bocian do wersji wyczynowej. 
Projekt przewidywał zmniejszenie przekroju kadłuba do 0,48 m², wprowadzenie chowanego podwozia. W skrzydle nie przewidziano większych zmian, poza zamianą drewnianych hamulców aerodynamicznych na metalowe oraz dodanie możliwości zabierania balastu wodnego.
Prace projektowe nie były kontynuowane.